# Skarpnäcks distrikt
Skarpnäcks distrikt är ett distrikt i Stockholms kommun och Stockholms län. 
Distriktet ligger i östra Söderort i Stockholms kommun och omfattar samma område som Skarpnäcks stadsdelsområde. 

## Tidigare administrativ tillhörighet
Distriktet inrättades 2016 och utgörs av en del av området som till 1971 utgjorde Stockholms stad i en del av det område som före 1913 utgjorde Brännkyrka socken samt i en mindre del av det område som utgjort Nacka socken.
Området motsvarar den omfattning Skarpnäcks församling hade 1999/2000.